# Meilie
Meilie léase Méi-Lié  (en chino:梅列, pinyin: Méiliè) es una localidad de la ciudad-prefectura de Sanming en la provincia de Fujian, República Popular China, con una población censada en noviembre de 2010 de 176 539 habitantes.
Se encuentra situada en el centro-oeste de la provincia, cerca del monte Wuyi y de la frontera con la provincia de Jiangxi.